# Ben Campbell
Benedict "Ben" Campbell é um ator canadense cujo trabalho consiste principalmente na prestação de vozes para televisão em desenhos animados e jogos de vídeo game. No início de sua carreira, Campbell também apareceu em uma série de obras de ação. Campbell vem de uma família de atores: seus pais são Douglas Campbell e Ann Casson  e ele é o irmão de Dirk Campbell. Os avós maternos de Campbell são Lewis Casson e Sybil Thorndike.

## Trabalhos notáveis
- Friends and Heroes (2007), "Samuel"
- Jane and the Dragon (2006), "Sir Ivon Mackay" e "Chamberlain Milton Turnkey"
- Slings and Arrows (2005)
- House MD(2005)
- The Berenstain Bears (2003), "Papa"
- Mythic Warriors: Guardians of the Legend (1998-2000)
- Donkey Kong Country (1998), "King K. Rool"
- Jake and the Kid (1995-1999), "Ben Osborne"
- Monster Force (1994)